# آرما 3
آرما 3 (بالإنجليزية: ARMA 3)‏ هي لعبة فيديو من نوع عالم مفتوح وتصويب تكتيكي طورتها بوهيميا إنتراكتيف التشيكية لنظام تشغيل ويندوز، وقد تم إصدارها في 12/أيلول/2013. تدور أحداث لعبة آرما في منتصف العقد الثالث من القرن الحادي والعشرون خلال عملية خيالية الحجم، وهي عملية أطلقتها قوات حلف الناتو للقتال في أوروبا ضد «جيوش شرقية» تدعى "CSAT" (اختصار لCanton Protocol Strategic Alliance Treaty) وتعني (معاهدة تحالف إستراتيجية إقليمية) تقودها إيران مع إتلاف من دول شرق أوسطية وآسيوية أخرى.
بعد 25 عاماً من أحداث لعبة آرما 2، في عام 2035، تحاول قوات من الناتو نشرت في جزرٍ في بحر إيجة التصدي لهجوم هائل من ال "CSAT" من جهة الشرق، خلال مراحل اللاعب المنفرد، يأخذ اللاعب دور جنديٍ أمريكي إسمه «العريف بِن كيري»، في البداية، يجب على اللاعب أن ينجو بنفسه بعد أن تهزم القوات الصديقة في عملية فاشلة للناتو خلال الحملة، سيواجه اللاعب كل شيء من مهمات الذئب المنفرد إلى أن يكون آمراً على عمليات عسكرية واسعة. سيتمكن اللاعب من اختيار أسلحة ومعدات مختلفة (كطائرات بدون طيار، مدفعية ودعم جوي قريب) حسب نمط اللعب.
تدور أحداث اللعبة في جزيرة آلتِس في بحر إيجة (رسميا تدعى ليمنوس) وجزيرة القديس يوستراتيوس اليونانية الموجودة في البحر الأبيض المتوسط. آلتِس هي اليابسة الأكثر مساحةً في سلسلة آرما، مع مساحة تغطي زهاء 270 كم². الجزيرة الأصغر، يوستراتيوس، تأتي بمساحة 20 كم². وتقدم الجزيرتان أيضاً حوالي 50 قريةً مع مبانٍ قابلة للدخول والتدمير.

جزيرة إلتِس (ليمنوس) أكبر جزر اللعبة

## ملخص

### خلفية
في عام 2030، تشتعل حرب أهلية في جزيرتي آلتِس ويوستراتيوس الموجودتان في البحر الأبيض المتوسط، ونتيجة لذلك، يُقتَل نصف السكان المدنيين، وتخلف الأُلوف من المشردين وتسبب أزمة لاجئين حادة. وتحت الظروف القاسية، تقوم قوات حفظ السلام التابعة للناتو بالانتشار في المنطقة لتأمين السلام فيها ولإنشاء قوات حليفة لها في الجزيرة تدعى (AAF)، بعد خمسة أعوام، ومع تناقص دعم الناتو في بحر إيجة، تقوم الـ (CSAT) بدعم الـ (AAF) وتحشد قواتها في المنطقة. تواجه الناتو بعد ذلك ضغطاً سياسياً لسحب تفويض حفظ السلام في المنطقة، فتبدأ الناتو بتقليل قواتها مما يسبب تصاعداً للتوتر بين قواتها وبين الـ (AAF).